# Біржовий крах
Біржовий крах — неочікуване обвальне падіння курсів акцій на фондових біржах. Нарівні з різними економічними факторами причиною біржових крахів є також паніка. Біржовими крахами найчастіше закінчуються спекулятивні економічні бульбашки. Зазвичай біржовий крах призводить до значних збитків учасників ринку та інвесторів.
Ймовірність біржового краху зростає, коли на біржі довгий час панують «бики» — біржові гравці, що мають контракти на купівлю і зацікавлені в зростанні цін при подальших продажах.
Найвідоміший біржовий крах розпочався 24 жовтня 1929 року, в «Чорний четвер». Промисловий індекс Доу-Джонса втратив за час цього краху 50 %. Це був початок Великої депресії.
19 жовтня 1987 року стався інший відомий крах — «Чорний понеділок». Того дня індекс Доу-Джонса впав на 22 %, завершивши 5-річний період зростання курсів акцій.